# Augignac
Augignac (trong tiếng Occitan Auginhac) là một xã của Pháp, nằm ở tỉnh Dordogne trong vùng Aquitaine của Pháp. Xã này có diện tích 22,64 km2, dân số năm 2005 là 811 người. Xã nằm ở khu vực có độ cao trung bình 250 m trên mực nước biển.

## Hành chính
| Danh sách các xã trưởng                |                   |                    |                  |             |
| Giai đoạn                              | Giai đoạn         | Tên                | Đảng             | Tư cách     |
| 1959                                   | 1971              | Charles Mousnier   | -                | instituteur |
| 1971                                   | 1977              | Joseph Dubos       | -                | instituteur |
| 1977                                   | 1989              | Jean Laforge       | -                | -           |
| 1989                                   | 1995              | Marcel Naubron     | -                | -           |
| 1995                                   | 2001              | Georges Chamoulaud | -                | -           |
| tháng 3 năm 2001                       | tháng 11 năm 2006 | Jean Desmoulin     | -                | -           |
| tháng 1 năm 2007                       | tháng 3 năm 2008  | René Couvidat      | -                | -           |
| tháng 3 năm 2008                       | đương nhiệm       | Gilles Brudieux    | không chính thức |             |
| Tất cả các dữ liệu trước đây không rõ. |                   |                    |                  |             |

## Thông tin nhân khẩu
| Năm    | 1962 | 1968 | 1975 | 1982 | 1990 | 1999 | 2005 |
| ------ | ---- | ---- | ---- | ---- | ---- | ---- | ---- |
| Dân số | 954  | 876  | 791  | 818  | 838  | 791  | 811  |